# Ручьи (Любытинский район)
Ручьи́ — деревня в Любытинском районе Новгородской области России. Входит в состав Любытинского сельского поселения.

## История
Указом Президиума Верховного Совета РСФСР от 3 декабря 1953 года деревня Оглодово переименована в Ручьи.

## Население
| 2010 |
| ---- |
| 0    |